# Pusztakovácsi, Somogy
Pusztakovácsi  este un sat în districtul Marcal, județul Somogy, Ungaria, având o populație de 903 locuitori (2011). 

## Demografie
Componența etnică a satului Pusztakovácsi
     Maghiari (95,6%)
     Romi (3,64%)
     Germani (0,75%)
Componența confesională a satului Pusztakovácsi
     Fără religie (7,53%)
     Necunoscută (92,03%)
     Reformați (0,44%)
     Alte religii (0,66%)
Conform recensământului din 2011, satul Pusztakovácsi avea 903 locuitori. Din punct de vedere etnic, majoritatea locuitorilor (95,6%) erau maghiari, cu o minoritate de romi (3,64%). Nu există o religie majoritară, locuitorii fiind  și persoane fără religie (7,53%). Pentru 92,03% din locuitori nu este cunoscută apartenența confesională.